# Escalier des Ambassadeurs

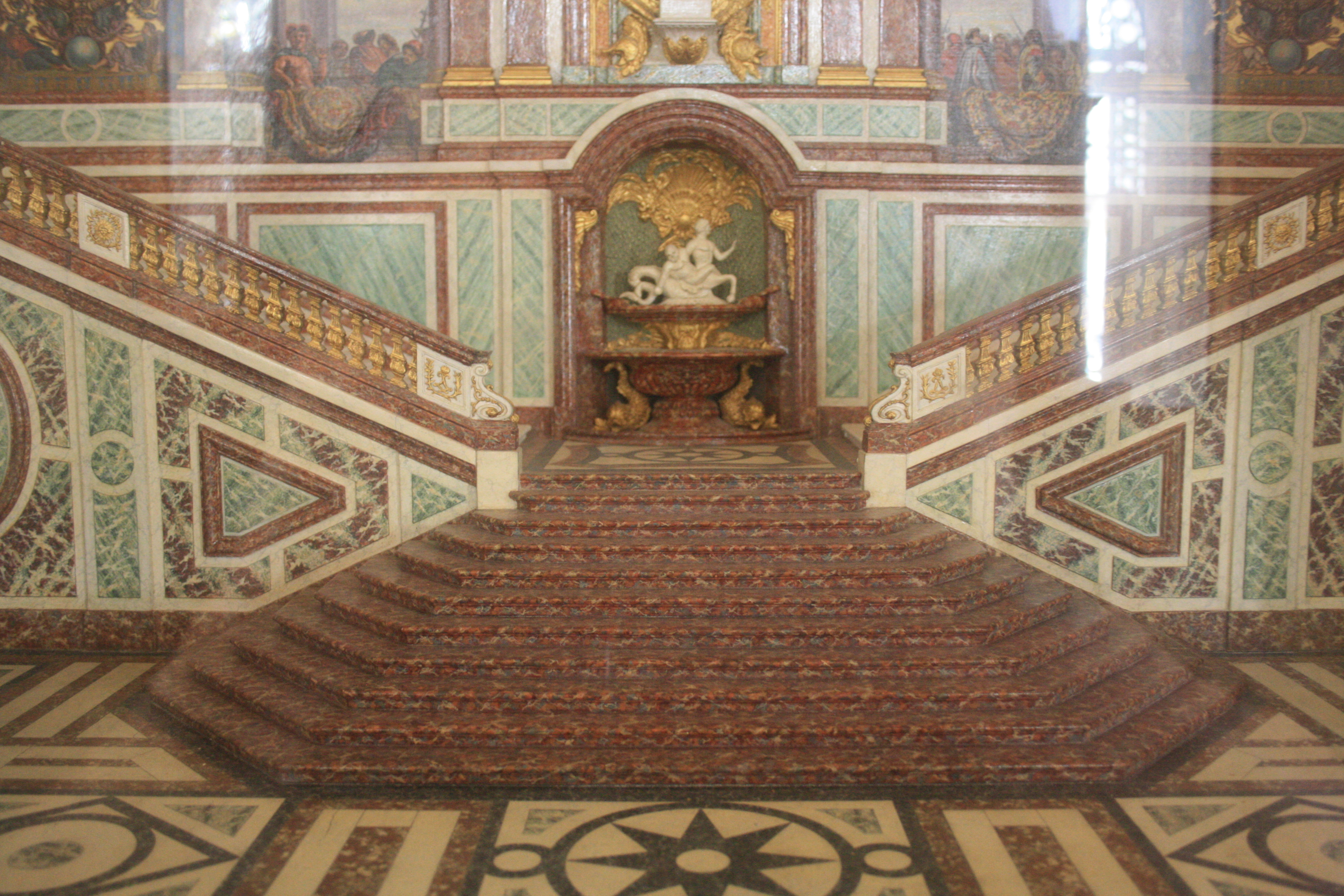
Reproduction en maquette de l'escalier des ambassadeurs.

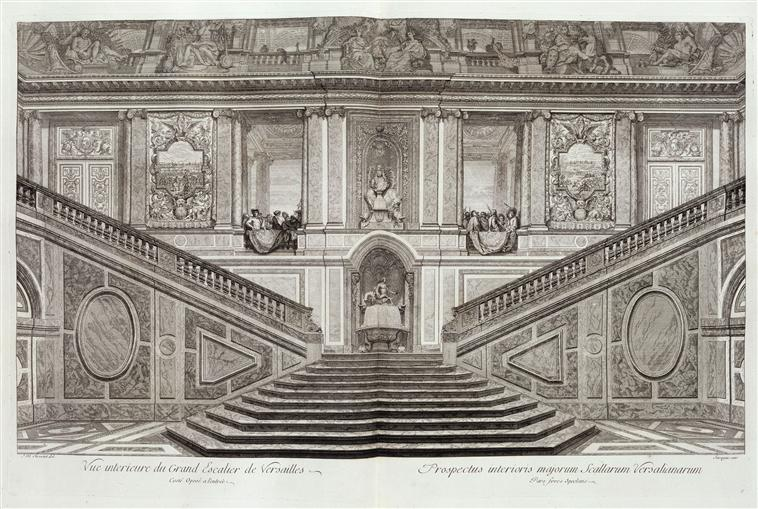
Gravure de l'escalier des Ambassadeurs par Louis de Surugue de Surgis (1686-1762).

Pour les articles homonymes, voir Ambassadeur (homonymie).
 (juillet 2010).
Si vous disposez d'ouvrages ou d'articles de référence ou si vous connaissez des sites web de qualité traitant du thème abordé ici, merci de compléter l'article en donnant les références utiles à sa vérifiabilité et en les liant à la section « Notes et références ».
L'escalier des Ambassadeurs ou Grand escalier de Versailles est un ancien escalier monumental du château de Versailles. Cet escalier, construit et décoré de 1672 à 1679,, était dû à l'architecte François d'Orbay et au peintre Charles Le Brun.
Sa dénomination lui vient du fait que les ambassadeurs auprès de la Cour de France y attendaient d'être reçus par le roi pour lui présenter leurs lettres de créance.
Il fut détruit en 1752, sous le règne de Louis XV.

## Projet et inspirations
Le projet d'un escalier d'honneur réservé aux hôtes de marque fut conçu par Le Vau en 1668 mais commença à être construit après sa mort en 1672 ou 1674. Sur cette période, la construction du Grand Appartement et de l'appartement des Bains vient de s'achever et celle de la galerie des Glaces va débuter.
L'escalier est probablement inspiré de la Sala Regia du palais du Quirinal à Rome que Le Brun avait visité. Elle fut peinte entre 1616 et 1617 par Agostino Tassi et Giovanni Lanfranco en quadratura avec des peintures en trompe-l'œil.
Une réalisation similaire avait eu lieu quelques années auparavant : l'escalier d'honneur de l'hôtel de ville de Lyon, élaboré en 1658 et dont les peintures faites entre 1661 et 1667 étaient l'œuvre de Thomas Blanchet avec qui Le Brun était en contact.

## Description

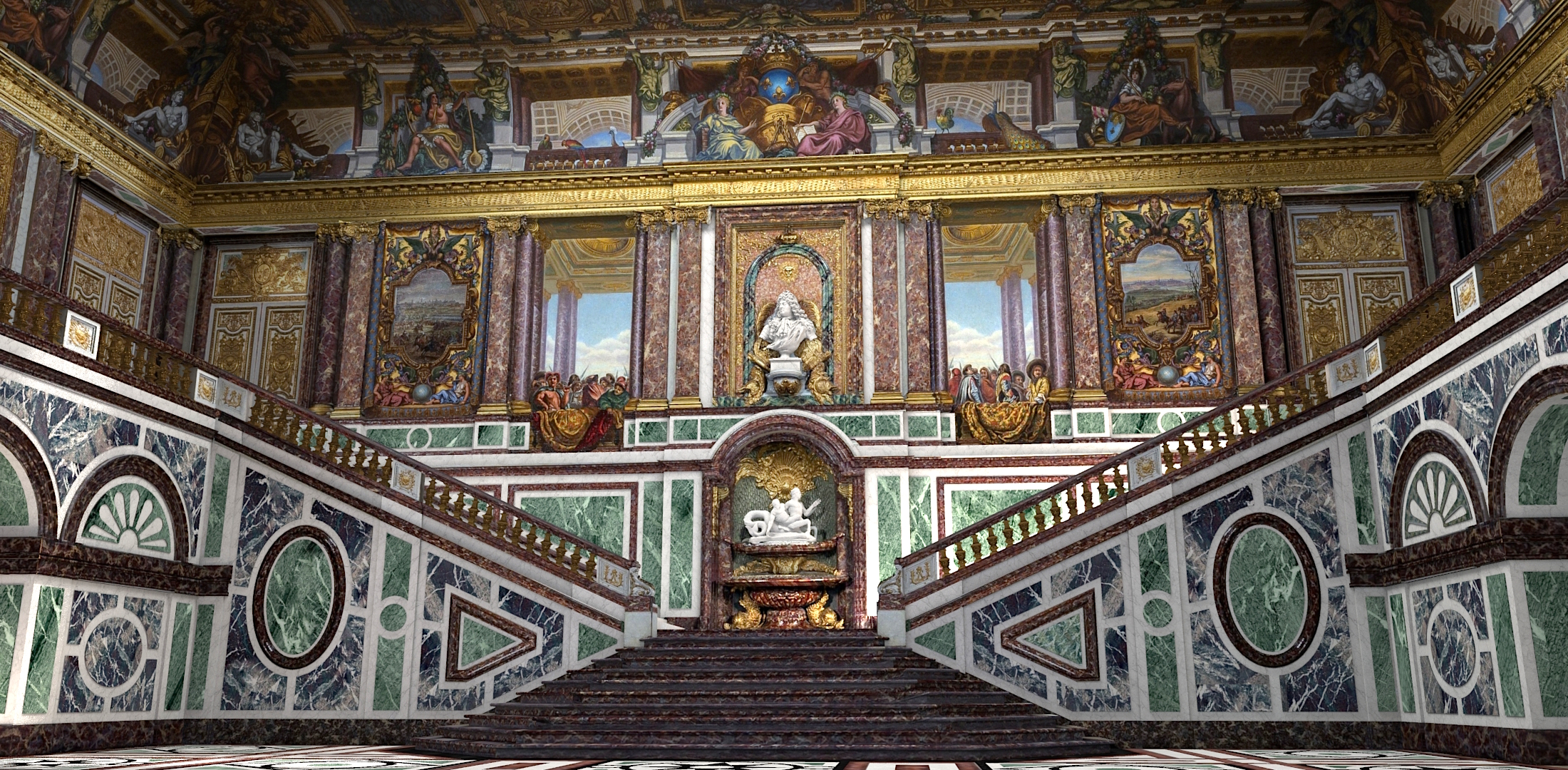
Reconstitution 3D de l'escalier des Ambassadeurs - Château de Versailles

Le détail de cet escalier est connu par les cartons de dessins, deux séries de gravures et quatre descriptions de l'époque. Le Mercure galant en septembre 1680 en fera une description très détaillée une fois l'escalier achevé.
On y accédait par un grand vestibule. Un perron, élevé de quelques marches ouvrait sur deux escaliers. Les escaliers doubles étaient rares au XVIIe siècle dans les intérieurs. L'ampleur d'un tel escalier possédait une emprise très importante. Louis XIV n'a cependant ajouté qu'un élément d'architecture à la mesure du palais qu'il a fait construire.
Du point de vue architectural, sa grande nouveauté et originalité est la grande verrière qui le surplombait, et que l'on appelait « verrière zénithale ». Autre référence au soleil. Elle permettait ainsi l'éclairage par la lumière du jour. Ce système, connu depuis la Renaissance, avait notamment été utilisé à Chambord, au-dessus de l'escalier central à double révolution.

### Vestibule

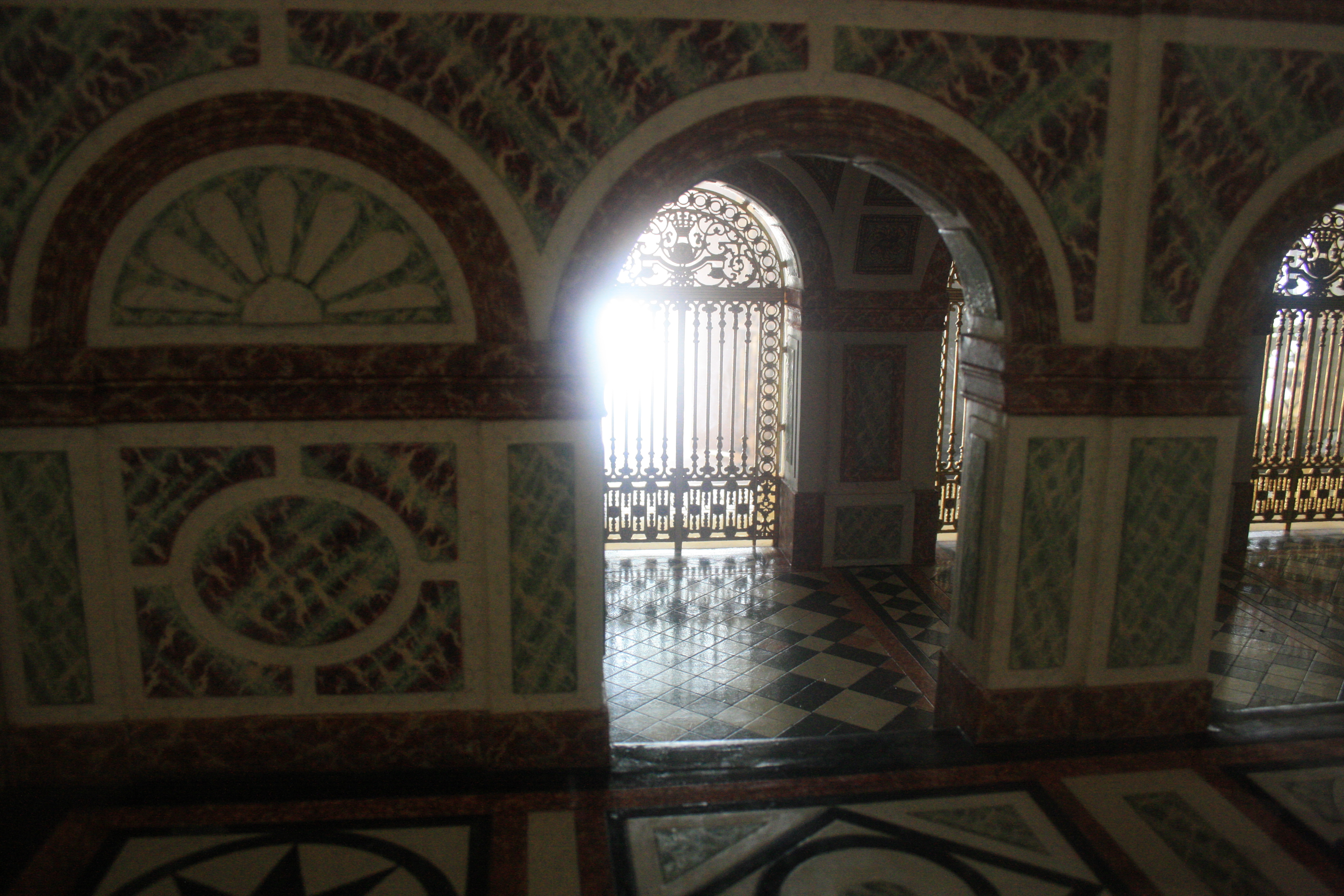
Maquette reproduisant le vestibule.

Le grand vestibule est doté d'une voûte en berceau, et ouvert par trois arcades. Côté cour, trois autres arcades en vis-à-vis étaient fermées par des grilles dorées, et doublées de vitres. Elle permettaient ainsi d'accéder au vestibule à partir de la cour de Marbre. Ces grilles qui fermaient le vestibule sont de Nicolas Delobel et existent toujours, sur le côté nord de la cour de marbre.
Ce vestibule se trouvait juste au-dessous des appartements de Madame de Montespan qui deviendront la galerie Mignard à la disgrâce de celle-ci.
Des panneaux de marbre veiné de Rance, marbre vert  de Campan, de marbre gris et rouge du Languedoc recouvraient le bas des murs et des piliers du vestibule tandis que le haut était peint en fresque.

### Escalier
Du perron partaient les deux escaliers. Il comprenait une niche dans laquelle se trouvait une grande vasque en marbre rouge et blanc
soutenue par deux dauphins en bronze doré le tout surmonté par une fontaine. Celle-ci fut réaménagée avec en 1712 l'installation d'une sculpture antique, représentant Silène enlevé par un Centaure marin, cadeau du neveu du pape Clément XI, le prince Alexandre Albani lors de sa venue à Versailles, après avoir restaurée à Rome.
Chacun des degrés donnait sur un salon de l'appartement où le roi recevait les ambassadeurs : d'un côté sur le Salon de Diane, de l'autre, sur son voisin le Salon de Vénus.
La décoration de cet escalier, très riche, au point d'être comparée à la Grande Galerie, est signée de Le Brun et rappelait aussi les grandes victoires de Louis XIV. L'escalier était fait de marbres français de couleur rouge, vert, blanc et gris. En haut du perron, au creux d'une niche, coulait une fontaine. Celle-ci était surmontée d'un groupe antique remanié à l'occasion de son installation pour cette nouvelle destination.

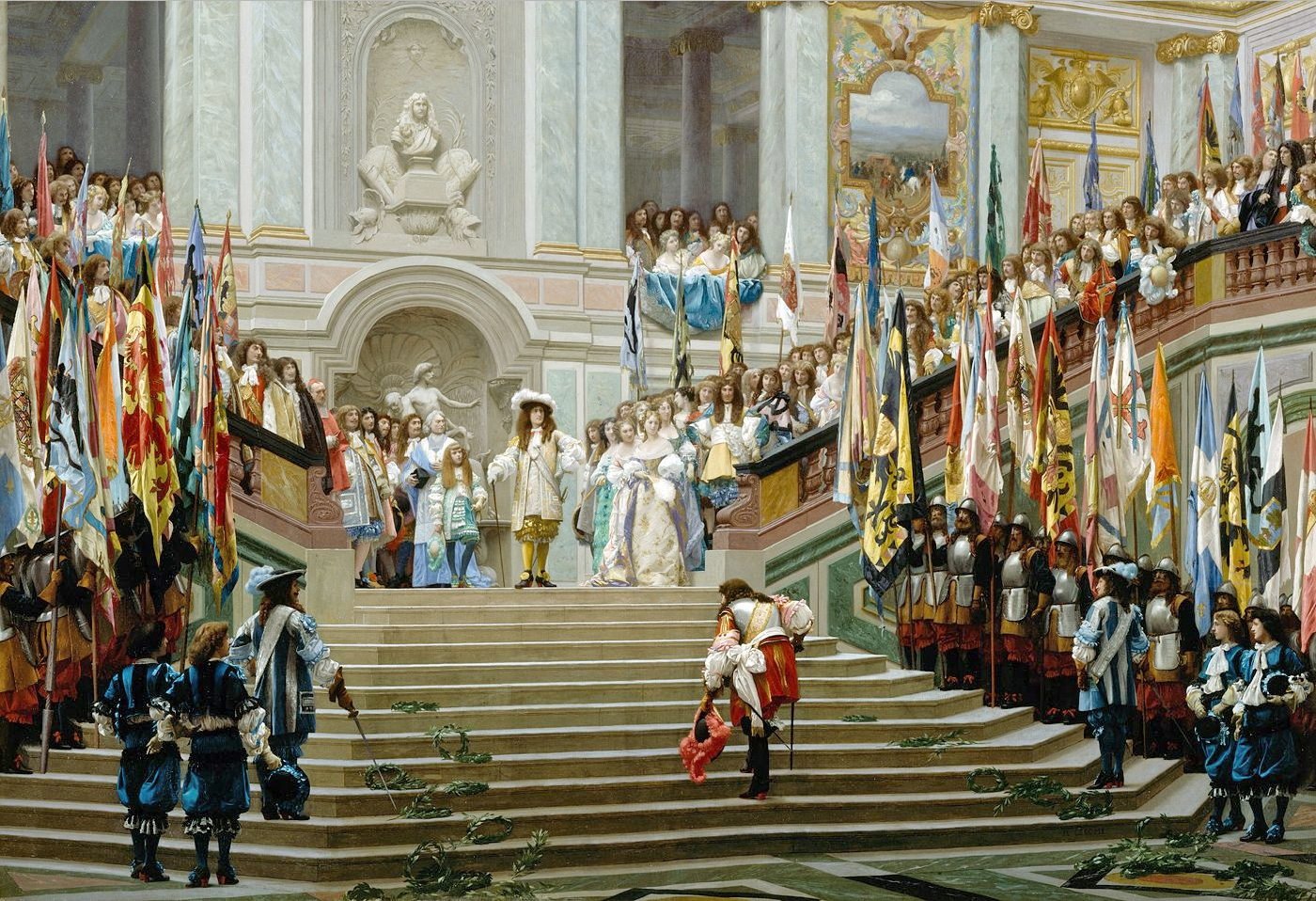
Réception du Grand Condé à Versailles peinte par Jean-Léon Gérôme (1878)

Au-dessus de cette niche, un buste de Louis XIV par Jean Varin, réalisé en 1665 attirait obligatoirement l'œil du visiteur, car unique tache blanche dans cet environnement très coloré. Il fut remplacé avant 1703 par un autre buste de Louis XIV réalisé par Antoine Coysevox en 1681.
Au premier étage, des colonnes et des pilastres formaient un ensemble d'architecture de type ionique. van der Meulen y avait peint des fresques imitant des tapisseries et représentant la prise de Valenciennes (17 mars 1677), la bataille de Cassel (11 avril 1677), le siège de Cambrai (19 avril 1677), et la prise de Saint-Omer (22 avril 1677). Dans des trompe-l'œil, on voyait divers spectateurs de nationalités indienne, perse, grecque, arménienne, moscovite, allemande, italienne, hollandaise et africaine. Les populations de chaque continent étaient rassemblées dans des galeries en perspective.
Annuellement, il servait aussi pour la procession des chevaliers du Saint-Esprit.

## Sous Louis XV
L'escalier servira quelquefois sous Louis XIV comme lieu de concert. Louis XV ensuite y fera construire un théâtre pour Mme de Pompadour en 1748 et dénommé « théâtre des Petits-Cabinets » avant de le faire détruire en 1752 pour laisser place aux appartements de ses filles.

## Répliques et inspirations

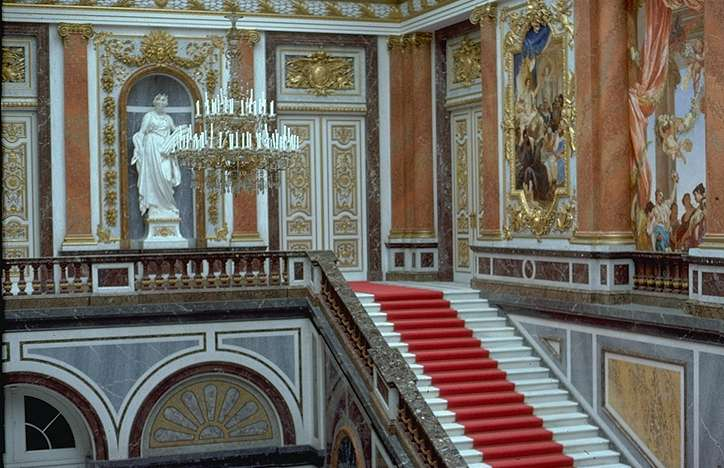
Réplique de l'escalier des Ambassadeurs au château de Herrenchiemsee en Bavière, v. 1878.

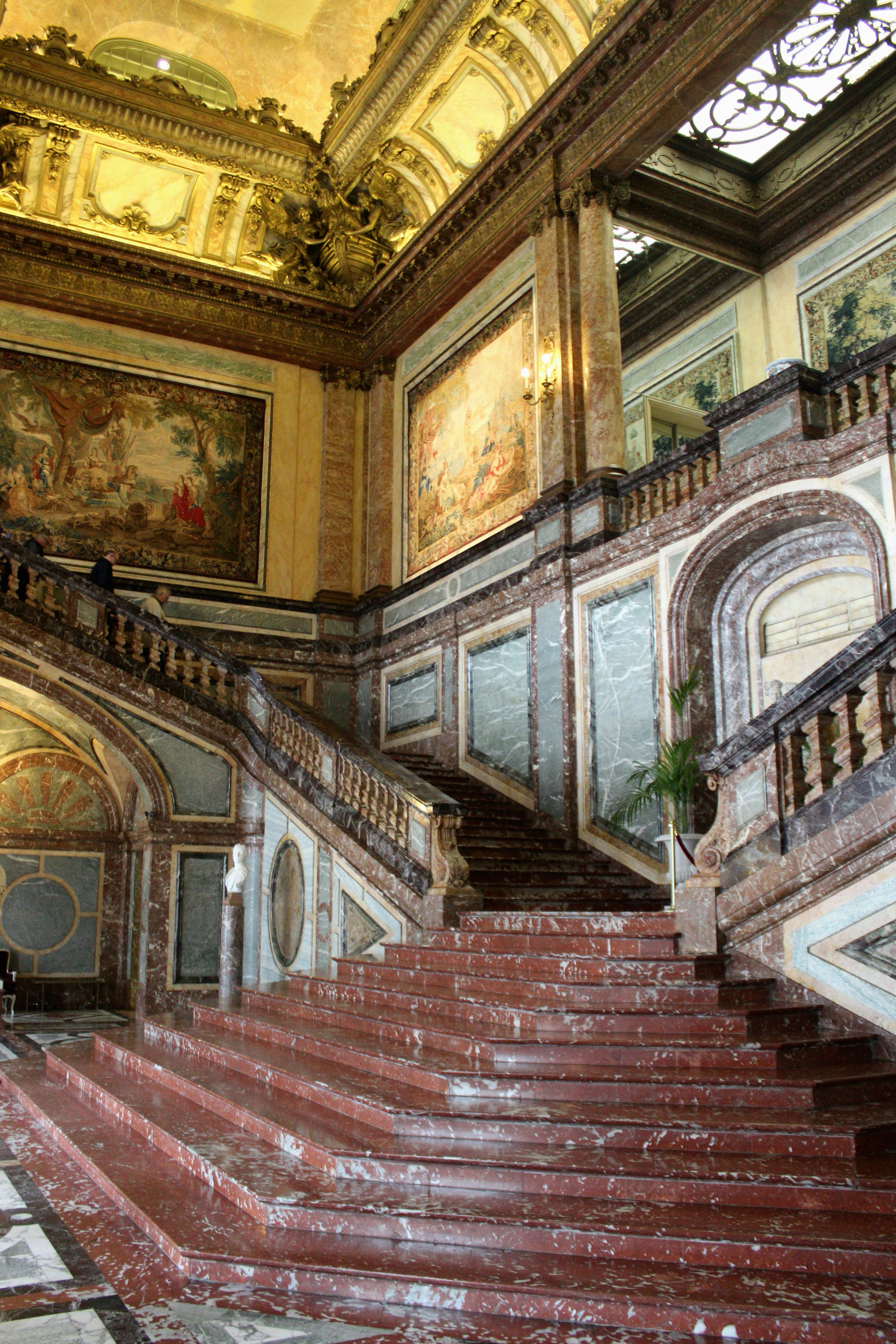
Réplique de l'escalier des Ambassadeurs au Palais d'Egmont à Bruxelles, v. 1910.

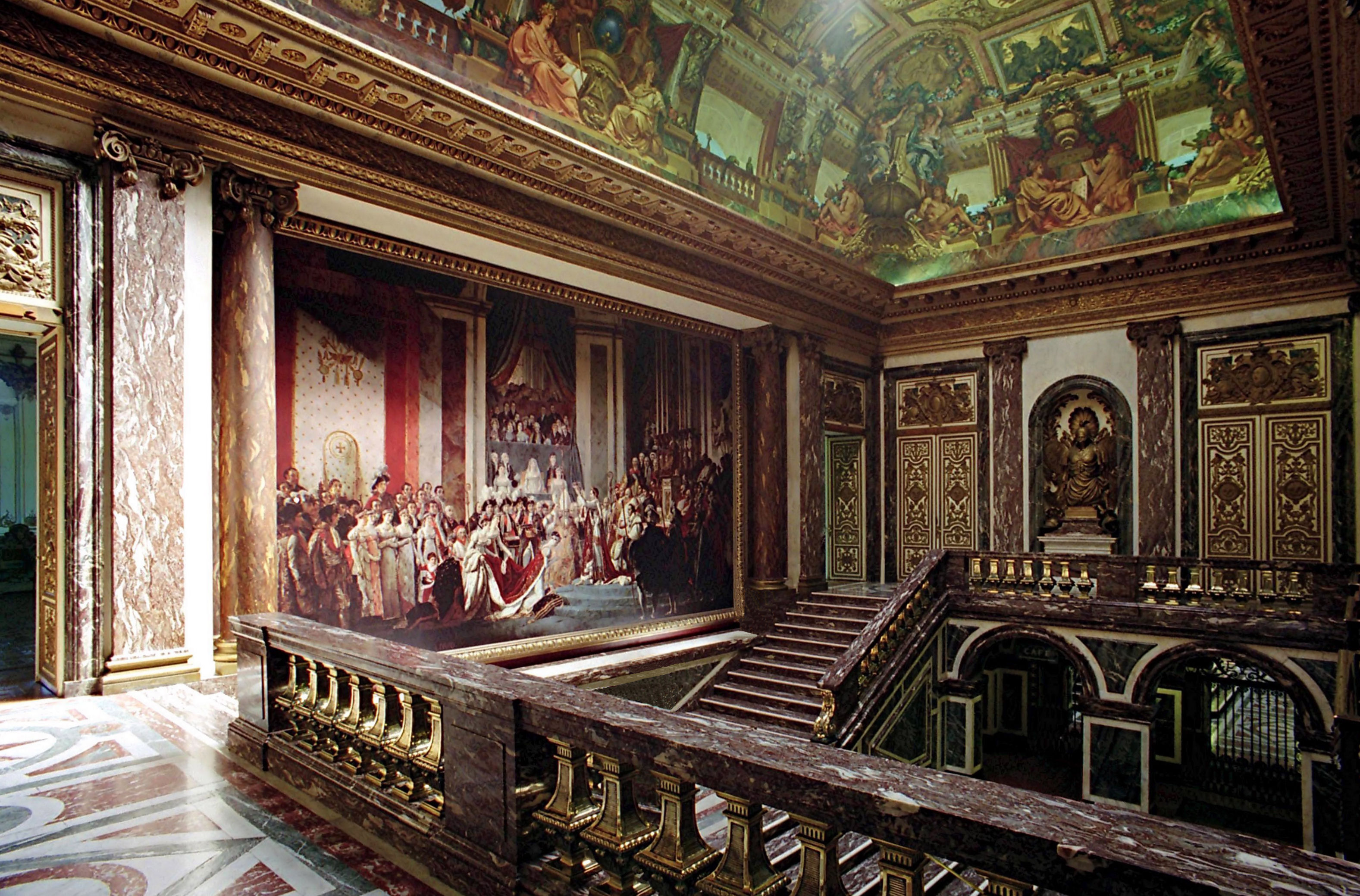
Réplique de l'escalier des Ambassadeurs au Oldway Mansion à Paignton.

En 1871 au Royaume-Uni, en Angleterre dans le Devon, Isaac Merritt Singer, l'inventeur de la machine à coudre du même nom, s'en inspire et le reproduit en son Oldway Mansion, situé à Paignton sur la côte de Torbay.
En Belgique, le duc Engelbert-Marie d'Arenberg le fit bâtir en 1892, dans le Palais d'Egmont, situé au Petit Sablon, à Bruxelles. Il existe toujours intégralement préservé et est utilisé pour les réceptions diplomatiques. Il accueillit notamment la cérémonie de l'entrée dans la Communauté européenne du Royaume-Uni représentée par le premier ministre Edward Heath le 24 janvier 1972.
En Allemagne, on doit au roi Louis II de Bavière, grand admirateur de Louis XIV, qu'il prenait pour son modèle, la reconstruction à l'échelle 1 du corps central du château de Versailles. C'est le château de Herrenchiemsee, élevé sur une île du lac Chiemsee en Bavière de 1878 à 1886. Outre une galerie des Glaces plus grande que l'originale, on peut y voir également une réplique de l'escalier des Ambassadeurs dont seule la volée de gauche est achevée, la symétrique étant restée à l'état de gros œuvre du fait de l'arrêt des travaux intervenu à la destitution du roi Louis II, le gouvernement bavarois l'ayant fait interner pour le motif de son irresponsabilité, les travaux dispendieux des divers châteaux érigés par le souverain ayant lourdement grevé le budget de l'État (à préciser car le financement était fait sur la fortune personnelle de Louis II qui, lui, avait des dettes[réf. nécessaire]). 
En 1895, Boniface de Castellane fit élever une adaptation de ce même escalier, pour son palais Rose de l'avenue Foch, à Paris, démoli en 1969 malgré les protestations des esthètes, des historiens et des amoureux de Paris qui voulaient sauver un bâtiment parmi les plus représentatifs des derniers représentants de l'architecture française de la belle époque.